# Westermannia dinotis
Westermannia dinotis är en fjärilsart som beskrevs av Edward Meyrick 1889. Westermannia dinotis ingår i släktet Westermannia och familjen trågspinnare. Inga underarter finns listade i Catalogue of Life.